# Алекса Интернет
Алекса Интернет Инк. е дъщерна компания на Amazon.com, базирана в гр. Пало Алто, Калифорния, която в периода 1996– 2022 г. разработва инструмент и предлага услуги за анализиране и класиране на уеб трафик.
Основана е като независима компания през 1996 и е купена от Амазон през 1999 година. Основният продукт е инструмент, които събира данни относно сърфирането в интернет. Данните биват анализирани и служат за основа на отчетите относно глобалното използване на ресурси в интернет, които компанията публикува. Alexa предлага информация за посещаемостта, уеб данните и позицията на 30 милиона уебсайта.
През декември 2021 г. Амазон обявява закриването на Алекса. Предоставянето на услугите ѝ е преустановено на 1 май 2022 г.